# Adorazione del Bambino (Filippino Lippi)
L'Adorazione del Bambino è un dipinto a olio su tavola di quercia (96x71 cm) di Filippino Lippi, databile al 1483 circa e conservato nella Galleria degli Uffizi a Firenze.

## Storia
L'opera venne acquistata nel 1902 per 37.000 lire. Si conserva un disegno preparatorio di Filippino al Gabinetto delle Stampe della Galleria Nazionale di Roma.

## Descrizione e stile
In una erbosa terrazza delimitata da un parapetto Maria è in ginocchio davanti al Bambino poggiato a terra su un drappo e su un lembo della sua veste, sullo sfondo di un paesaggio che mostra un'erta via collinare tra alberi e arbusti.
Elegantissimo è il profilo di Maria, dai capelli biondi mossi in ricci accuratamente acconciati e raccolti da un velo quasi trasparente. Essa indossa un pesante manto blu, che tenuto dal braccio piegato ricade a terra con ampie falcate, e la tipica veste rossa.
Il Bambino guarda stupefatto la madre, con una fisionomia paffuta. La ricchezza di erbette del manto erboso è un retaggio tardogotico mai scomparso nell'arte fiorentina, che venne usato anche da Botticelli e Leonardo.
L'opera appartiene alla fase giovanile dell'artista, ancora fortemente influenzato da Botticelli, infatti la composizione è avvicinabile a un tondo botticelliano a Piacenza. Filippino si distacca però dal maestro nel tratto più morbido e vibrante, meno legato al linearismo. Il paesaggio mostra invece, con il punto di vista rialzato grazie all'espediente della terrazza, l'interesse verso i risultati della pittura fiamminga.

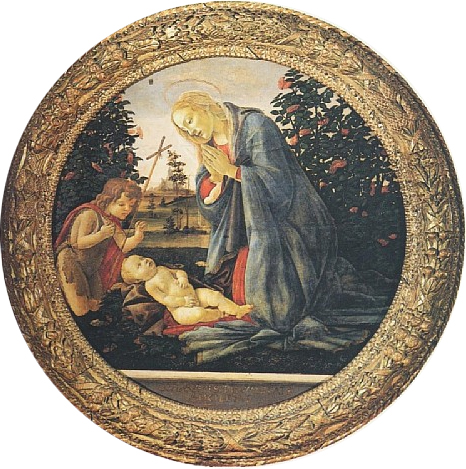
Botticelli, tondo di Piacenza